# Riad Al Solh
Riad Al Solh (1894 - 17/7/1951) (tiếng Ả Rập: رياض الصلح) là thủ tướng đầu tiên của Liban sau độc lập.

## Tiểu sử

### Thiếu thời
Riad Al Solh, cũng được viết là Riad el Solh hay Riad Solh, sinh ra ở Sidon năm 1894. Gia đình ông là một gia đình Sunni nổi tiếng từ Sidon, Liban. Cha của ông là Reda Al Solh, một thống đốc cải cách ở Nabatiyyah và Saida và là một nhà cải cách Ả Rập hàng đầu. Reda Al Solh đã bị các lực lượng Ottoman thử thách năm 1915, và sống lưu vong ở Smyrna, Đế quốc Ottoman. Sau đó, ông là thống đốc Ottoman ở Salonica. Ông cũng từng là bộ trưởng nội vụ trong chính phủ của Emir Faisal ở Damascus.
Riad Al Solh học luật và khoa học chính trị tại Đại học Paris. Ông dành phần lớn tuổi trẻ ở Istanbul, vì cha ông là một thành viên trong Quốc hội Ottoman.

### Sự nghiệp chính trị

Một bức tượng của Riad Al Solh ở trung tâm thành phố Beirut

Solh từng làm thủ tướng hai lần. Nhiệm kỳ đầu tiên là sau khi Liban độc lập (25 tháng 9 năm 1943 - 10 tháng 1 năm 1945). Solh đã được tổng thống Bechara El Khoury chọn làm thủ tướng đầu tiên trong nhiệm kỳ ông ấy. Solh và Khoury đã đạt được Hiệp ước Quốc gia (al Mithaq al Watani) tháng 11 năm 1943 tạo ra một khuôn khổ chính thức để thích nghi với đa tôn giáo ở Liban. Hiệp ước Quốc gia là một hiệp ước không viết thành văn bản. Hiệp ước tuyên bố rõ ba chức vụ thực thi hiến pháp là Tổng thống, Thủ tướng và Chủ tịch nghị viện được trao cho các tín đồ của ba tôn giáo lớn nhất ở Liban theo thống kê dân số năm 1932, cụ thể là Công giáo Maronite, Hồi giáo Sunni, Hồi giáo Shi'a. Ngoài ra, trong hiệp ước này, phe Kitô hữu chấp nhận "bộ mặt Ả Rập" của Liban và hứa sẽ không tìm kiếm sự bảo vệ từ Pháp, phe Hồi giáo đồng ý chấp nhận nhà nước Liban trong lãnh thổ hiện tại của nó được vạch ra bởi người Pháp từ năm 1920 và hứa sẽ không thống nhất với Syria láng giềng. Hiệp ước cũng phân bổ các ghế trong nghị viện theo tỉ lệ 6 Kitô hữu trên 5 Hồi giáo, dựa trên cuộc điều tra dân số năm 1932 (điều này đã được sửa đổi để hai tôn giáo có số ghế như nhau trong nghị viện). Trong nhiệm kỳ đầu tiên của mình, Solh cũng là bộ trưởng Cung cấp và Dự trữ từ 3 tháng 7 năm 1944 đến 9 tháng 1 năm 1945.
Solh đã nắm giữ chức vụ thủ tướng một lần nữa từ 14 tháng 12 năm 1944 đến 14 tháng 2 năm 1951 cũng dưới thời tổng thống Bechara El Khoury. Solh chỉ trích Quốc vương Abdullah của Jordan, người đóng vai trò quan trọng trong Liên đoàn Ả Rập về vấn đề nhà nước Palestine trong nhiệm kỳ thứ hai của mình.

### Ám sát
Solh đã thoát khỏi một cuộc ám sát vào tháng 3 năm 1950. Thủ phạm là một thành viên của Đảng Dân tộc Xã hội Syria.
Tuy nhiên, vài tháng sau khi ông kết thúc nhiệm kỳ thứ hai, ông bị bắn ngày 17 tháng 7 năm 1951 tại Sân bay Marka, Amman bởi các thành viên của Đảng Dân tộc Xã hội Syria. Cuộc tấn công này được thực hiện bởi ba tay súng, để trả thù cho Anton Saadeh, một trong những người sáng lập đảng này.

## Cuộc sống cá nhân
Al Solh kết hôn với Fayza Al Jabiri, chị em gái của người hai lần làm thủ tướng Syria, Saadallah al-Jabiri. Họ có năm con gái và một con trai, Reda, đã chết khi còn nhỏ. Con gái cả của ông, Aliya (1935 - 2007), tiếp tục con đường của cha trong cuộc đấu tranh vì Liban tự do và độc lập. Aliya truyền bá di sản văn hóa phong phú của Liban ra nước ngoài cho đến khi mất ở Paris.
Lamia Al Solh (sinh năm 1937) đã kết hôn với Hoàng tử Moulay Abdallah của Maroc, chú của vua Mohammed VI. Con của họ là Mouley Hicham, Mouley Ismail và con gái Lalla Zineb.
Mona Al Solh đã từng kết hôn với Talal bin Abdulaziz. Bà là mẹ của Hoàng tử Al Waleed bin Talal, Hoàng tử Khalid bin Talal và Công chúa Reema bint Talal.
Bahija Al Solh Assad kết hôn với Said Al Assad, cựu đại sứ Liban tại Thụy Sĩ và là cựu thành viên nghị viện. Họ có hai con trai và hai con gái.
Con gái út của ông, Leila Al Solh Hamade, được bổ nhiệm làm một trong hai bộ trưởng nữ đầu tiên trong chính phủ Omar Karami.

## Di sản
Cuốn sách The Struggle for Arab Independence (2011) của Patrick Seale đề cập đến lịch sử Trung Đông từ những năm cuối của Đế quốc Ottoman đến năm 1950 đã tập trung vào sự nghiệp và tính cách của ông Solh. Một quảng trường ở trung tâm Beirut, quảng trường Riad Al Solh, được đặt theo tên ông.